# Garam masala

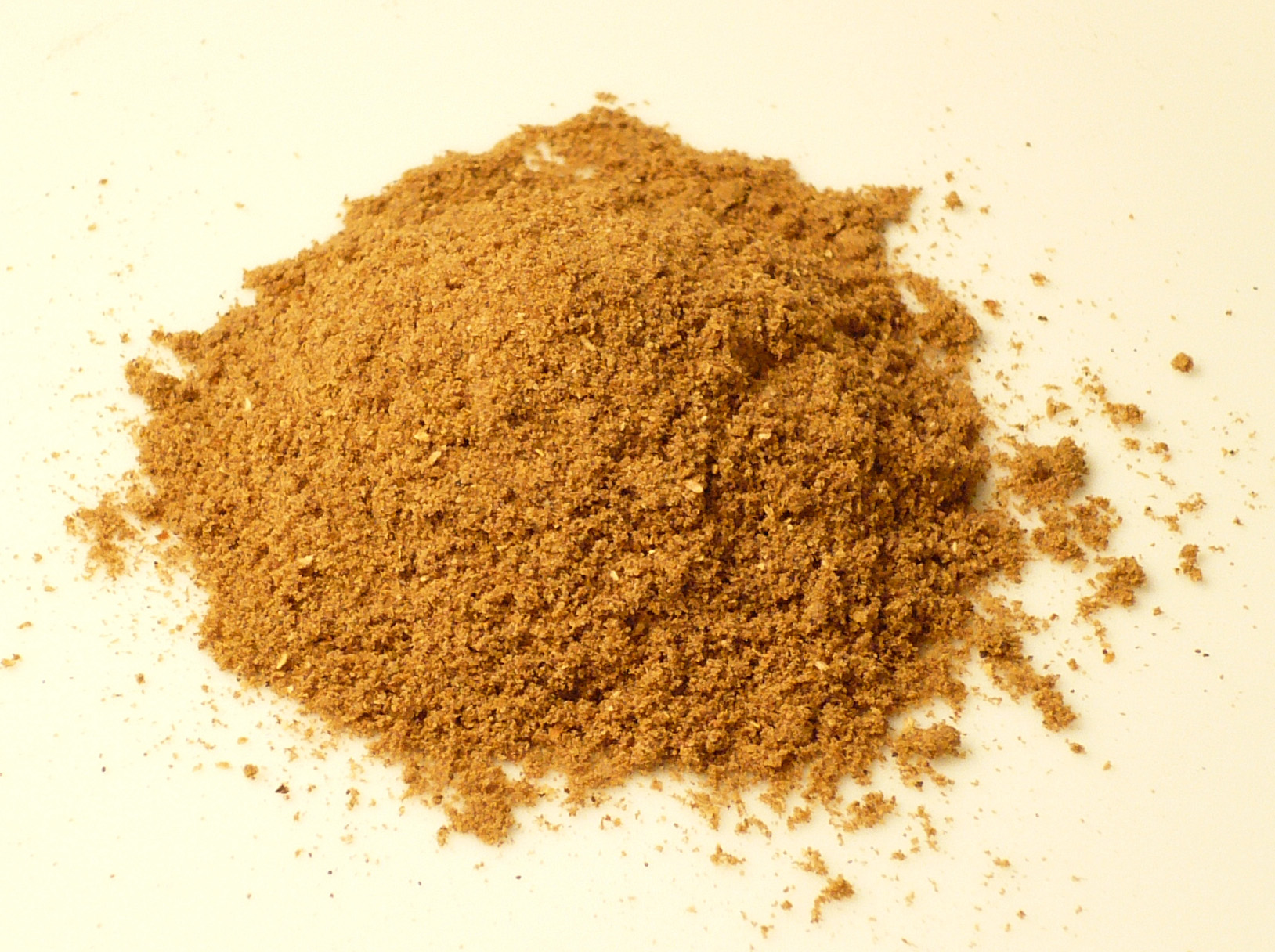
Garam masala

Garam masala är en indisk kryddblandning. Blandningen kan variera, men ofta innehåller den svartpeppar, kardemumma, gurkmeja, kryddnejlika, kanel, bockhornsklöver, fänkål, senapsfrön, muskot, vitlök, chili och ibland även saffran. Kryddan används även i maträtter från flera asiatiska länder.
Garam betyder het och masala betyder kryddblandning.

## Källhänvisningar
1. ↑  "indisk mat". NE.se. Läst 27 januari 2015.
2. ↑  ”Authentic Thai Recipe Ingredient: Garam Masala”. ThaiCookbook.tv. https://www.thaicookbook.tv/thai-food-ingredients/staple-foods/garam-masala/index.php. Läst 26 januari 2021.